# Gene Siskel
Eugene Kal Siskel, detto Gene (Chicago, 26 gennaio 1946 – Evanston, 20 febbraio 1999), è stato un critico cinematografico, giornalista e conduttore televisivo statunitense.

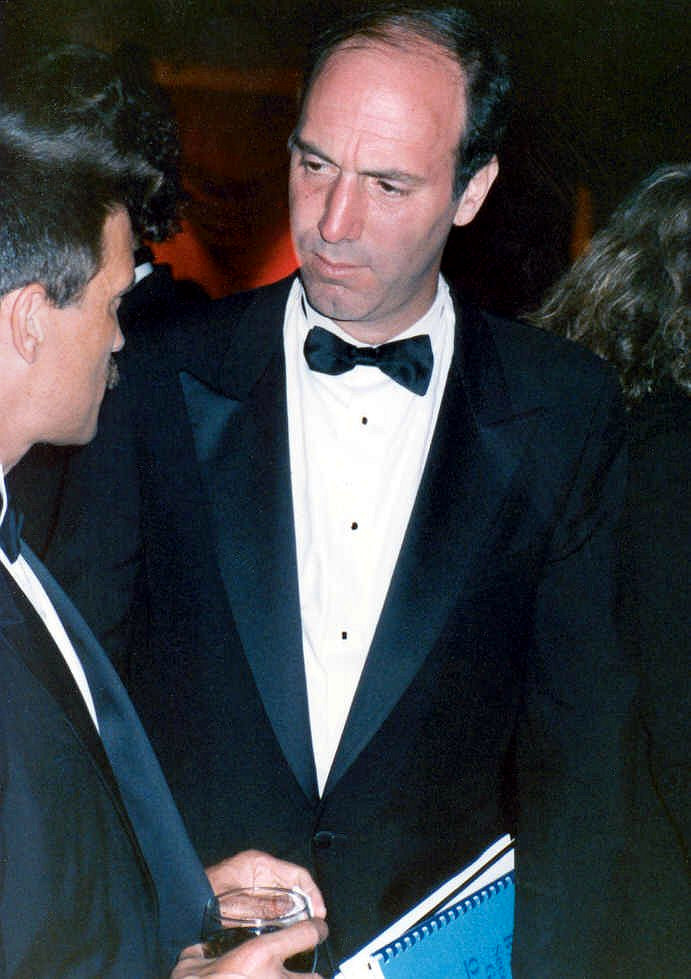
Gene Siskel nel 1989

Ha lavorato per il Chicago Tribune e con il collega Roger Ebert ha presentato diversi programmi televisivi sul cinema dal 1975 al 1999, anno della sua morte.

## Biografia
Nato in Illinois, è rimasto orfano da piccolo ed è stato accudito dagli zii.
Laureatosi nel 1967 alla Yale, ha iniziato a lavorare come giornalista dall'anno seguente curandosi di affari pubblici per alcune riviste anche militari.
Nel 1975 ha inizia a collaborare con il critico cinematografico Roger Ebert per il Chicago Sun-Times. In poco tempo il loro "pollice verso/pollice alto" della loro prima rubrica televisiva Sneak Reviews divenne un marchio di fabbrica facilmente riconoscibile e popolare, tanto da essere parodiato in film come Hollywood Shuffle. Ha lavorato sia alla WTTW che alla PBS. Dal 1982 al 1986 ha preso parte a un'altra rubrica, At the Movies.
Nel 1986 ha dato vita a un altro programma con Ebert dal nome Siskel & Ebert. Di questa serie, nota inizialmente come Siskel & Ebert & the Movies, sono state realizzate oltre 180 puntate tra il 1986 ed il 1999. Nel frattempo ha partecipato anche a diverse altre trasmissioni televisive e talk-show come ospite per tutti gli anni '80 e '90. Si rifiutò invece col collega di comparire in serie TV e film.
Nel 1998 subì un intervento chirurgico a causa di un tumore al cervello. Nel febbraio 1999 morì per delle complicazioni dovute ad un altro intervento successivo.
Era sposato con Marlene Iglitzen dal 1980 e aveva tre figli. Dopo la sua morte i produttori di Siskel & Ebert lo sostituirono con altri critici a rotazione fino a Richard Roeper, che divenne il titolare del programma anche nel nome, cambiato in Ebert & Roeper.
Durante la cerimonia dei Premi Oscar 1999, dopo la celebrazione "ad memoriam" dedicata ai protagonisti del cinema deceduti nel corso dell'anno, l'attrice Whoopi Goldberg omaggiò Siskel facendo il celebre pollice in alto e dicendo: "Gene, dolcezza, ovunque tu sia, questo è per te!", suscitando il consenso del pubblico che applaudì il gesto.